# Dacrydium hyalinum
Dacrydium hyalinum is een tweekleppigensoort uit de familie van de Mytilidae. De wetenschappelijke naam van de soort is voor het eerst geldig gepubliceerd in 1875 door Monterosato.